# Líquido de Luttinger
Un líquido de Tomonaga-Luttinger, más a menudo llamado simplemente líquido de Luttinger, es un modelo teórico que describe la interacción de electrones (u otros fermiones) en un conductor unidimensional (por ejemplo hilos cuánticos como los nanotubos de carbono). Este modelo es necesario dado que el modelo de líquido de Fermi habitualmente utilizado no funciona en una sola dimensión.
El líquido de Tomonaga-Luttinger fue propuesto por primera vez por Tomonaga en 1950. El modelo mostró que bajo ciertas condiciones, las interacciones de segundo orden entre electrones podrían ser modeladas como interacciones bosónicas. En 1963, Luttinger reformuló la teoría en término de las ondas de sonido de Bloch y mostró que las condiciones impuestas por Tomonaga eran innecesarias para tratar las perturbaciones de segundo orden como bosones. Sin embargo, su solución del modelo era incorrecta, y el modelo correcto fue dado por Mattis y Lieb en 1965.

## Teoría
La teoría de líquido de Luttinger describe excitaciones en un gas de electrones unidimensional como bosones. Comenzando con el hamiltoniano del electrón libre:
{\displaystyle H=\sum _{k}\epsilon _{k}c_{k}^{\dagger }c_{k}}
está separado en electrones moviéndose hacia izquierda y derecha, y en él subyace la linearización con la aproximación {\displaystyle \epsilon _{k}\approx \pm v_{F}(k-k_{F})} sobre el rango {\displaystyle \Lambda }:
{\displaystyle H=\sum _{k=k_{F}-\Lambda }^{k_{F}+\Lambda }v_{F}k(c_{k}^{R\dagger }c_{k}^{R}-c_{k}^{L\dagger }c_{k}^{L})}
Las expresiones para bosones en términos de fermiones se suelen usar para representar el hamiltoniano como producto de dos operadores de bosón en una transformación de Bogoliubov.
La bosonización completa puede entonces utilizarse para predecir la separación espín-carga. Se pueden tratar las interacciones electrón-electrón para calcular las funciones de correlación.

## Características
Entre las características contrastantes de un líquido de Luttinger se encuentran las siguientes:
- La respuesta de la densidad de carga (o de partículas) a algunas perturbaciones externas son ondas  ("plasmones" u ondas de densidad de carga) que se propagan a una velocidad determinada por la intensidad de la interacción y la densidad media. Para un sistema no interaccionante, la velocidad de esta onda es igual a la velocidad de Fermi, mientras  que es más alta (o respectivamente más baja) para interacciones repulsivas (atractivas) entre los fermiones.
- De la misma forma,  hay ondas de densidad de espín (cuya velocidad, en primera aproximación, es igual a la velocidad de Fermi sin perturbaciones). Estas se propagan independientemente de las ondas de densidad de carga. Este hecho es conocido como separación espín-carga.
- Las ondas de carga y espín son las excitaciones elementales  del líquido de Luttinger, a diferencia de las cuasipartículas del líquido de Fermi (que portan tanto espín como carga). La descripción matemática se vuelve muy sencilla en términos de estas ondas (resolviendo la ecuación de onda unidimensional), y la mayoría del trabajo consiste en deshacer la transformada para obtener las propiedades de las propias partículas (o tratar impurezas y otras situaciones donde el backscattering es importante).
- Incluso a temperatura nula, la función de distribución del momento de las partículas no muestra un salto marcado, en contraste con el líquido de Fermi (en el que este salto indica la superficie de Fermi).
- No hay ningún "pico de cuasipartícula" en la función espectral dependiente del momento (esto es, ningún pico cuya anchura se vuelve mucho más pequeña que la energía de excitación por encima del nivel de Fermi, como en el caso del líquido de Fermi). En su lugar, hay una singularidad en el potencial, con un exponente "no universal" que depende de la intensidad de la interacción.
- Alrededor de las impurezas  hay las usuales oscilaciones de Friedel en la densidad de carga, en un vector de onda de {\displaystyle 2k_{\text{F}}}. Aun así, en contraste con el líquido de Fermi, su decaimiento en grandes distancias está gobernado por otro exponente dependiente de la interacción más.
- A bajas temperaturas, la dispersión de estas oscilaciones de Friedel se vuelve tan eficiente que la fuerza efectiva de la impureza se renormaliza a infinito, "apretando" el hilo cuántico. De forma más precisa, la conductancia se vuelve cero cuando la temperatura y el voltaje de transporte se van a cero (y aumentan como un potencial en voltaje y temperatura, con un exponente dependiente de la interacción).
- De la misma forma, el ratio de efecto túnel en un líquido de Luttinger se anula a bajos voltajes y temperaturas, como una ley potencial.

Se cree que el modelo de Luttinger describe el comportamiento universal a baja frecuencia/longitud de onda grande en cualquier sistema unidimensional de fermiones interaccionantes (que no ha caído a una transición de fase a algún otro estado).

## Sistemas físicos
Entre los sistemas físicos que se creen descritos por el modelo de Luttinger se encuentran:
- "hilos cuánticos" artificiales (cadenas unidimensionales de electrones) definidas aplicando voltajes umbral a gases de electrones bidimensionales, o por otros medios (litografía, microscopio de fuerza atómica, etc.)
- electrones en nanotubos de carbono[1]
- electrones moviéndose en estados límite en el efecto Hall cuántico fraccionario o el efecto Hall cuántico completo, aunque este último se considera un ejemplo más trivial.
- electrones transitando en cadenas unidimensionales de moléculas (como ciertos cristales moleculares orgánicos)
- átomos fermiónicos en trampas atómicas cuasi-unidimensionales
- una cadena unidimensional de espines semienteros descrita por el modelo de Heisenberg (el modelo de líquido de Luttinger también funciona para espines enteros en campos magnéticos lo bastante grandes)

Los intentos de demostrar comportamiento similar al líquido de Luttinger en estos sistemas es uno de los sujetos de la investigación experimental actual en física de la materia condensada.